# Лебрехт (князь Ангальт-Бернбург-Шаумбург-Хойма)
Лебрехт Ангальт-Бернбургский (нем. Lebrecht von Anhalt-Bernburg; 28 июня 1669, Бернбург — 17 мая 1727, Эмс) — первый князь Ангальт-Бернбурга, родоначальник побочной линии династии Асканиев.

## Биография
Лебрехт — младший сын князя Виктора Амадея Ангальт-Бернбургского и его супруги Елизаветы (1642—1677), дочери пфальцграфа Фридриха Цвейбрюккенского. Лебрехт получил хорошее воспитание, которое завершил гран-туром. С 1688 года состоял на службе в имперской армии, позднее перешёл на службу в Гессен. Сражался в Венгрии и на Рейне. Лебрехт владел Цейцем и Беллебеном, а в качестве парагиума Лебрехт получил амт Хойм, а также получил денежную компенсацию. После приобретения владений Шаумбург и Гольцапфель династийная ветвь стала называться Ангальт-Бернбург-Шаумбург-Хойм. Лебрехт находился в конфликте со старшим братом Карлом Фридрихом, провозгласившим в своих владениях примогенитуру, дело доходило до вооружённого противостояния и даже осады Хойма. Братья примирились в 1709 году, но конфликт возобновился с новой силой после их смерти.

## Семья
12 апреля 1692 года ландграф Лебрехт женился в Шаумбургском замке на Шарлотте Нассау-Дилленбург-Шаумбургской (1673—1700), дочери князя Адольфа Нассау-Дилленбург-Шаумбургского и Елизаветы Шарлотты Гольцаппель-Шаумбургской, дочери графа Петра Меландера Гольцаппельского, и основал побочную линию Ангальт-Бернбург. В браке у Лебрехта и Шарлотты родились:
- Виктор I Амадей Адольф (1693—1772), князь Ангальт-Бернбург-Шаумбург-Хойма, женат на графине Шарлотте Луизе Изенбург-Бирштейнской (1680—1739), затем на графине Гедвиге Софии Хенкель фон Доннерсмарк (1717—1795)
- Фридрих Вильгельм (1695—1712), погиб под Дененом
- Елизавета Шарлотта (1696—1754)
- Кристиан (1698—1720), погиб под Палермо
- Виктория Гедвига (1700—1701)
- Виктория София (1704)

После смерти первой жены Лебрехт женился 27 июня 1702 года на баронессе Эбергардине Якобе фон Вееде (1682—1724), возведённой в имперские графини. В этом браке родились:
- Шарлотта Вильгельмина (1704—1766), замужем за ландграфом Вильгельмом Гессен-Филипсталь-Бархфельдским (1692—1761)
- Иоганн Георг (1705—1707)
- Иосиф Карл (1706—1737)
- София Кристина Эбергардина (1710—1784), замужем за князем Кристианом Шварцбург-Зондерсгаузен-Нейштадтским (1700—1749)
- Виктор Лебрехт (1711—1737)

После смерти второй супруги князь Лебрехт 14 сентября 1725 года женился на Софии фон Ингерслебен (ок. 1690—1726). В этом браке детей не было.